# Christian Wagner (Politiker)
Christian Wagner (* 4. August 1971 in Hagen) ist ein deutscher Kommunalbeamter (CDU) und war bis Oktober 2020 hauptamtlicher Bürgermeister der Stadt Nettetal im Kreis Viersen in Nordrhein-Westfalen.
Nach dem Besuch des Kindergartens St. Josef und der Grundschule ging Wagner auf das Gymnasium Ricarda-Huch-Schule in Hagen. Nach dem Abitur im Jahre 1991 leistete er bei der Luftwaffe in Goslar und Borgentreich seinen Wehrdienst ab. Von 1992 bis 1997 studierte er an der Westfälischen Wilhelms-Universität in Münster Jura. Ab 1994 arbeitete er dort als studentische Hilfskraft. Nach dem ersten Staatsexamen arbeitete Wagner am Lehr- und Forschungsbereich Berg- und Umweltrecht an der RWTH Aachen. Von 1998 bis 2000 war Wagner Referendar beim Landgericht Münster. Einige Monate in 2000 arbeitete er in einer Rechtsanwaltskanzlei in Ahaus mit. Daran schloss sich die Tätigkeit als Referatsleiter bei der kommunalpolitischen Vereinigung an.
Am 29. Januar 2002 wurde Christian Wagner zum Beigeordneten der Stadt Nettetal gewählt. Am 25. März 2003 wurde er erster Beigeordneter und allgemeiner Vertreter des Bürgermeisters. 
Zum hauptamtlichen Bürgermeister der Stadt Nettetal wurde Wagner am  10. Oktober 2004 gewählt. In der Stichwahl erreichte er 65,8 % der abgegebenen Stimmen. Seine Wiederwahl am 30. August 2009 erfolgte mit 56,06 % der Stimmen. Am 5. November 2013 legte er vorzeitig das Bürgermeisteramt nieder, um eine gemeinsame Wahl mit dem Rat am 25. Mai 2014 zu ermöglichen.
Im September 2020 verlor er in der Stichwahl gegen den gemeinsamen Kandidaten der SPD, FDP und den Grünen Christian Küsters.
Wagner ist verheiratet und hat einen Sohn und eine Tochter.